# Merule mrkvová
Merule mrkvová (Trioza apicalis) je hmyz poškozující listy hostitele sáním. Merule mrkvová je řazena do čeledě merulovití (Triozidae) , řádu polokřídlí (Hemiptera). Organizací EPPO byl patogenu přiřazen EPPO kód TRIZAP. Tento kód je jedinečným systémovým označením pro účely identifikace organismu.

## Rozšíření
Vyskytuje se v Evropě. Osídluje parky, zahrady, pole, pastviny.

## Popis
Dospělec je okrově žlutý, má velké červené oči, 1,6 – 1,7 mm, nymfa je zploštělá, žlutozelená a dosahuje velikosti 2 mm.

## Biologie
V květnu napadají porosty miříkovité zeleniny. Ročně mají 1 generaci. Přeletují na začátku léta z dřevin, často jehličnanů (borovice), kde zimují, kladou vajíčka a vyvíjí se juvenilní stádium. Podle dalších zdrojů vajíčka kladou v květnu na listy hostitelských druhů zeleniny.

## Příznaky napadení
Dospělci na listech. Listy hostitele jsou silně zkadeřené, ale zelené, nežloutnou. Rostliny stagnují v růstu. K deformacím listů pro vylučování toxických slin při sání hmyzu do pletiv rostlin.
Při silném napadení poškozuje výnosy hostitelských druhů zeleniny. 

### Ochrana rostlin
Používanými pesticidy byly v minulosti organofosfáty, ošetření bylo po 7 až 10 dnech opakováno.